# Pórfido

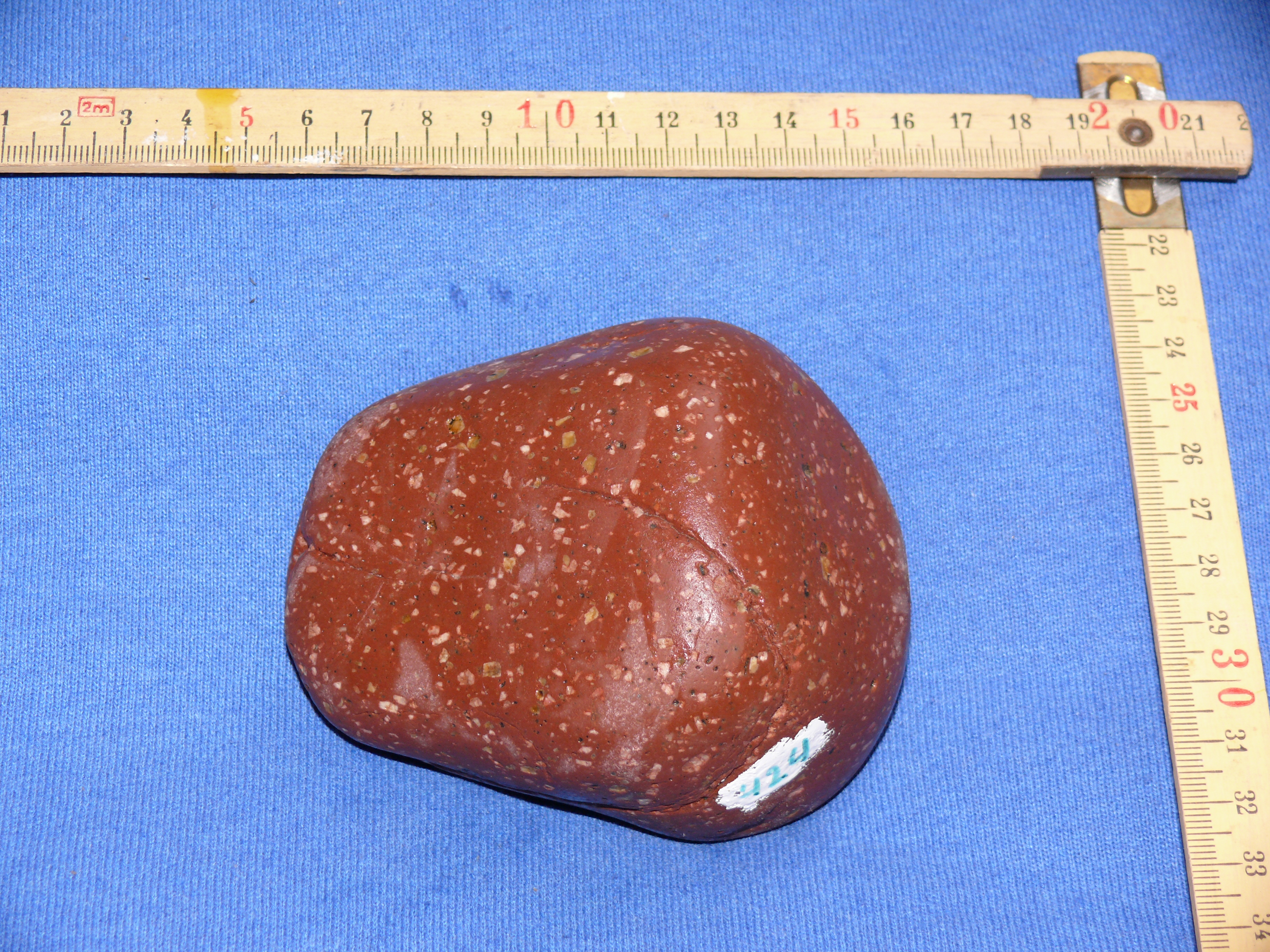
Una pieza de pórfido.

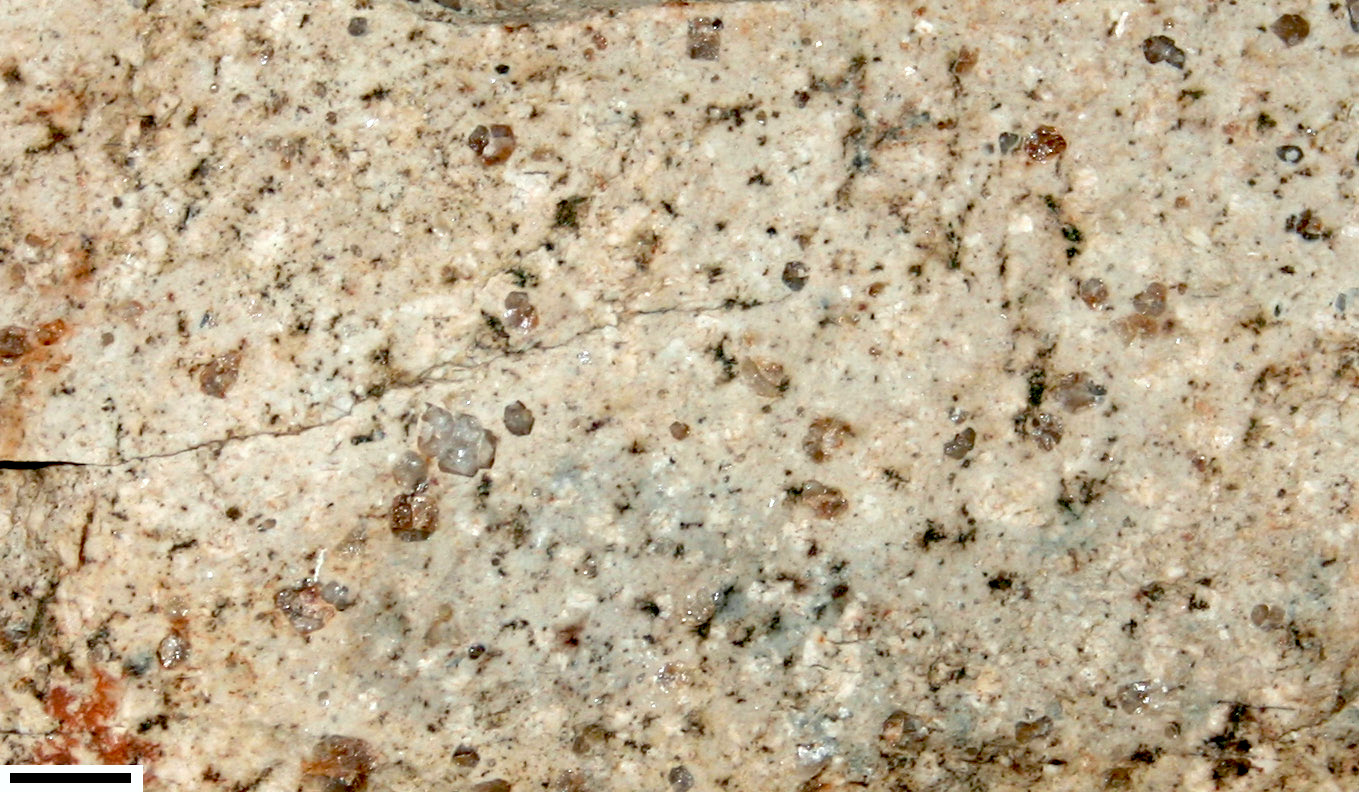
Tipo de pórfido.

El pórfido es un tipo de roca ígnea, más concretamente una roca filoniana. Su nombre se deriva del latín (porphyra) y el griego antiguo πορφύρα (porphúra), que significan 'púrpura', debido a su color. El pórfido ha sido utilizado en la construcción desde la antigüedad por su dureza y aspecto decorativo.

## Características
Es una roca formada a partir de la solidificación del magma, es decir una masa fluida de origen tectónico a temperaturas muy elevadas en el interior de la corteza terrestre normalmente rica en silicio. Su enfriamiento comienza muy lentamente a profundidad, iniciando la solidificación del magma y la formación de cristales de cuarzo y feldespato entre otros minerales que se van quedando incrustados a la base, con abundante silicio. El enfriamiento final es rápido, lo que produce una matriz vítrea o microcristalina.

## Usos

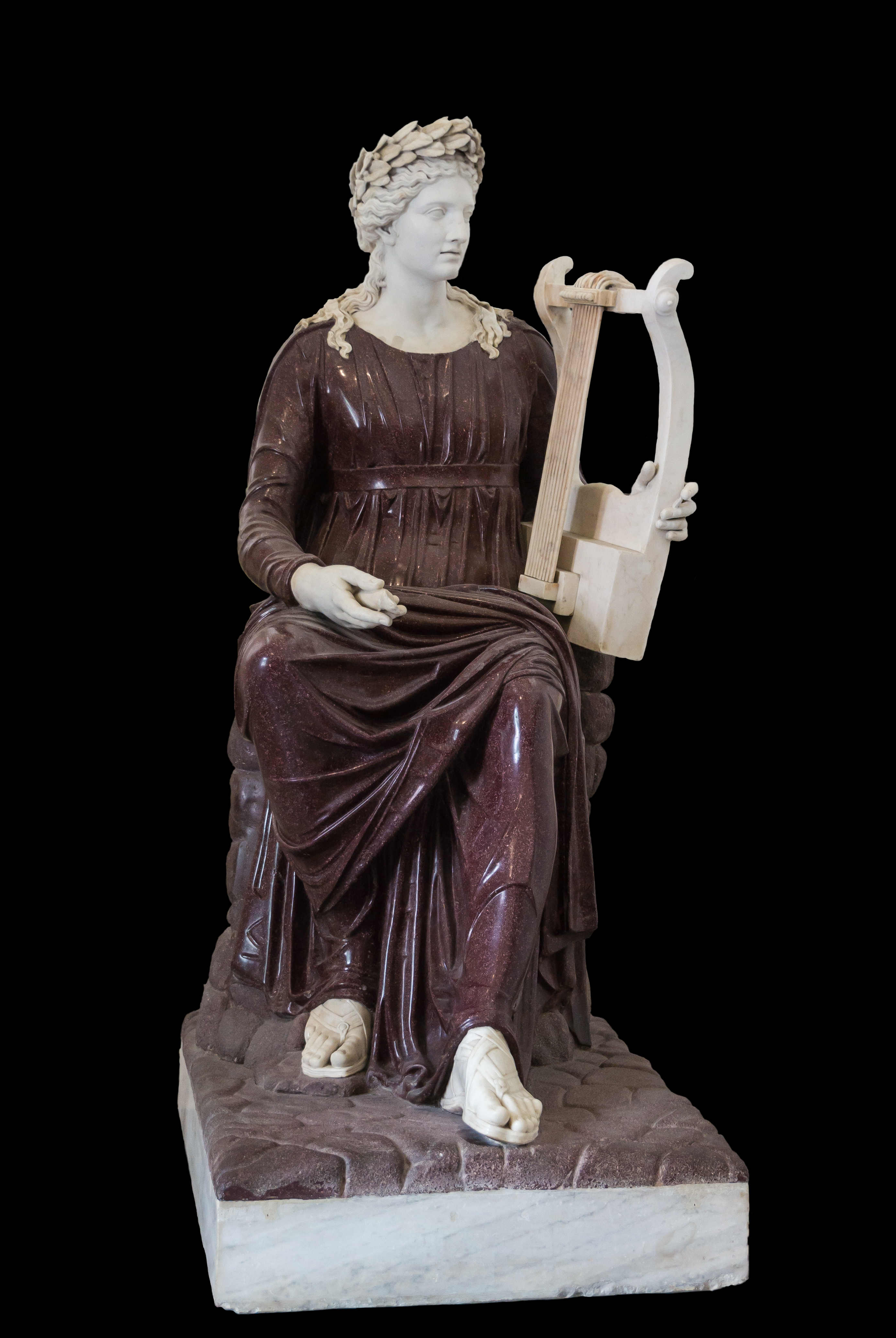
Apolo citaredo. Pórfido y mármol blanco. Obra romana del s. II d. C. Museo Arqueológico Nacional de Nápoles.

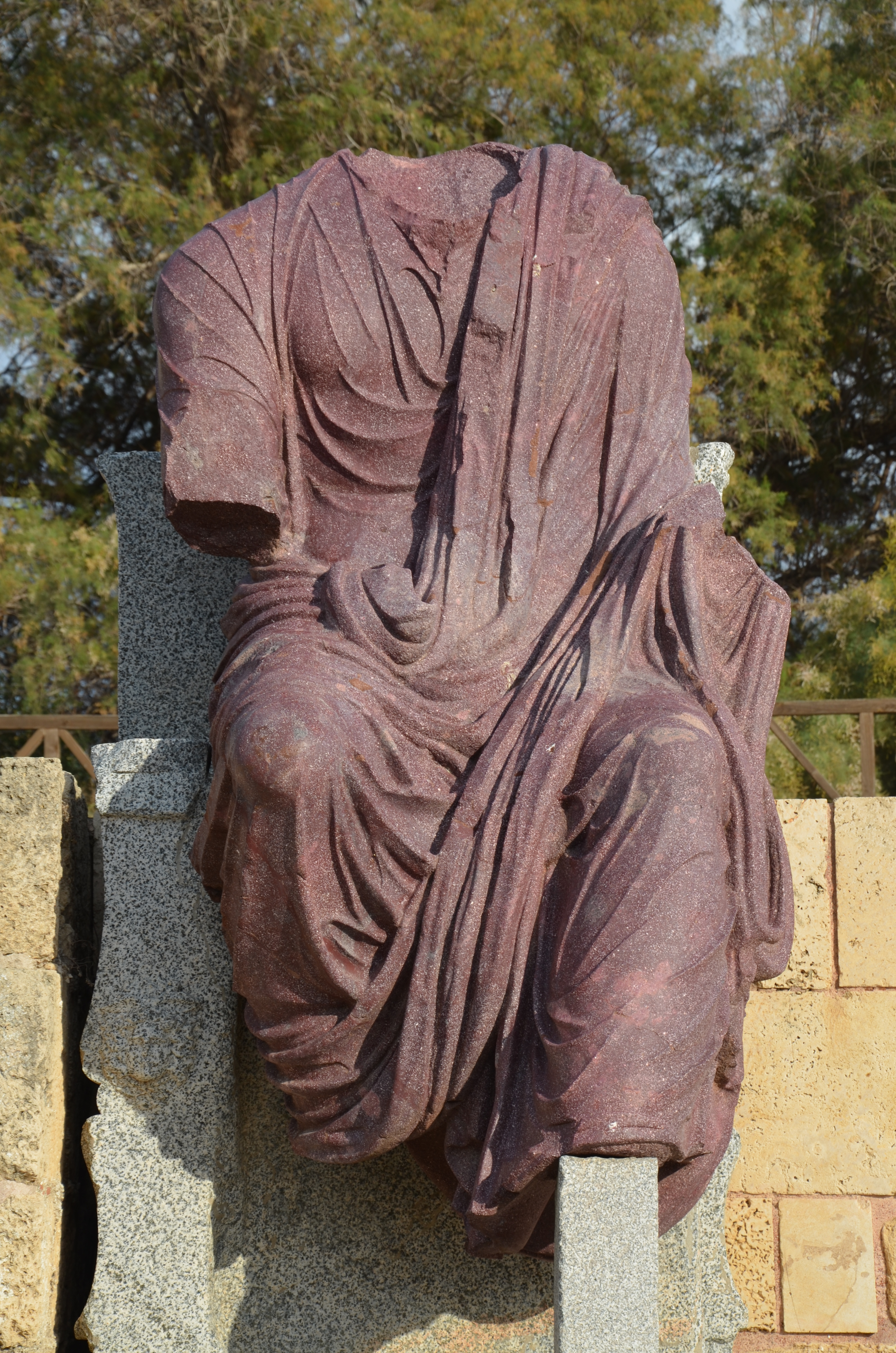
Estatua romana de pórfido, simulando el tinte púrpura de Tiro de las ropas nobles y lujosas.

El uso del pórfido se remonta a la cuna de las civilizaciones asirio-babilónica, egipcia y romana. Muchos monumentos realizados en este material y hallazgos arqueológicos lo confirman. Este material era apreciado por su dureza y su resistencia, superiores a las del granito. De una dureza de grado 5 en la escala de Mohs, su dureza supera a la del mármol, siendo así la piedra más dura conocida en la antigüedad. Desde la era Romana hasta la Edad Media, el pórfido fue también valorado por su color púrpura, cuyo uso fue exclusivo para emperadores, realeza y alta nobleza.

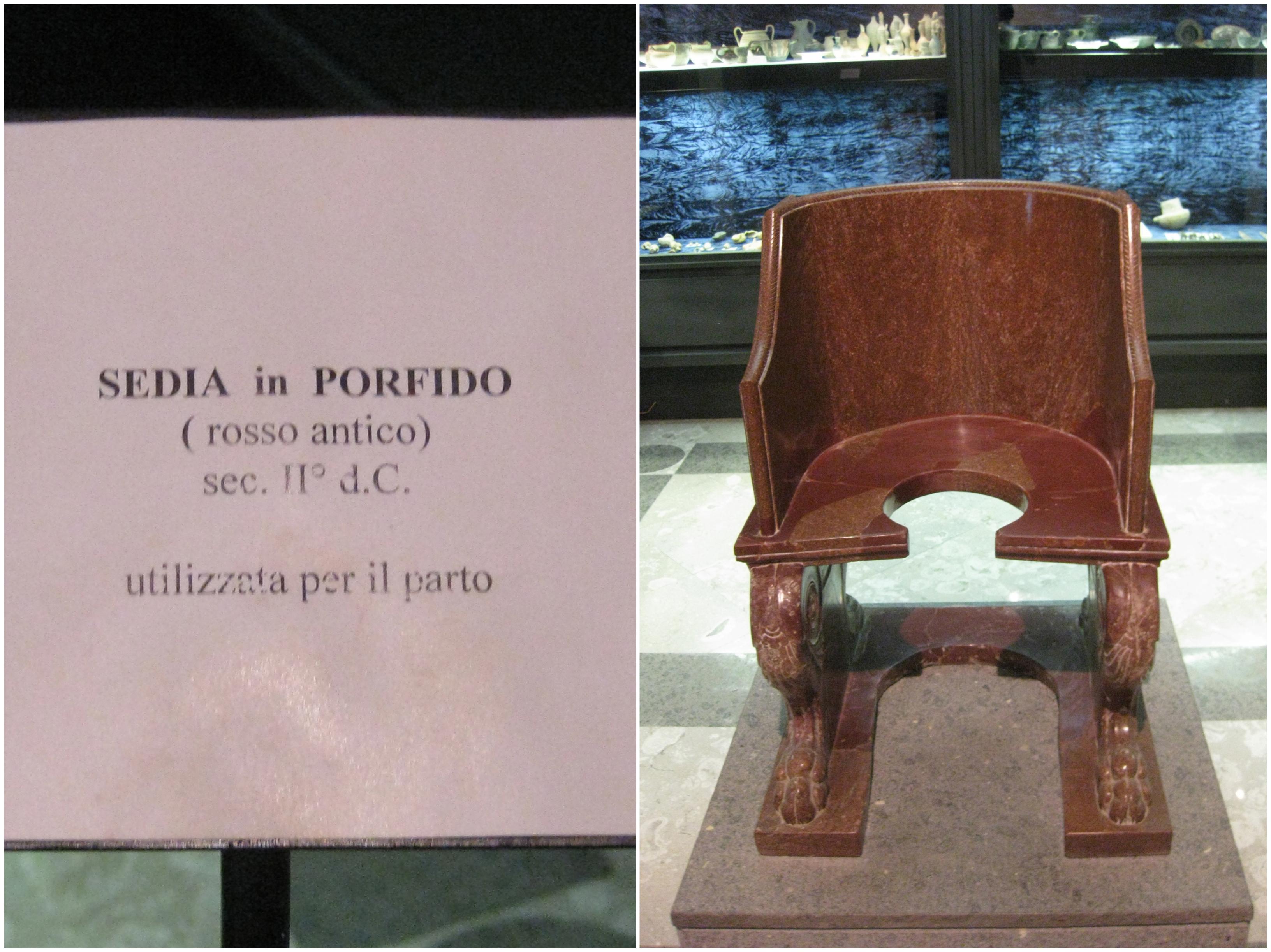
Silla de pórfido usada para el parto del s. II d. C. Museo Monte Cassino.

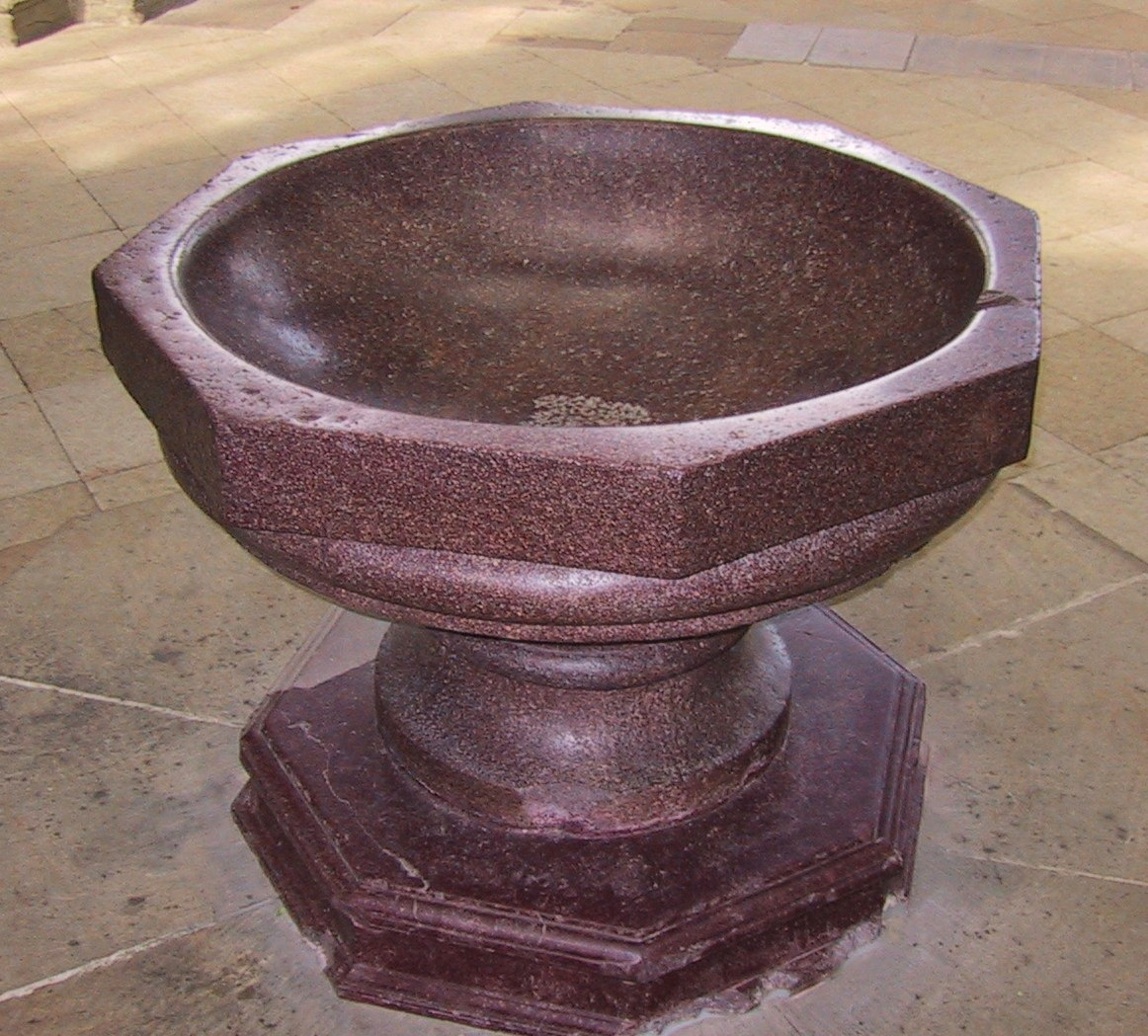
Pila Bautismal en la Catedral de Magdeburgo, Alemania. La fuente está hecha de pórfido rojo (porfido rosso) de una cantera cerca de Asuán, Egipto.

El sabio romano Plinio el Viejo (23 d. C.-79 d. C.) en su Historia Natural, afirma que el «pórfido imperial» fue descubierto en el año 18 d. C. por un legionario romano llamado Cayo Cominio Leugas. Si bien los antiguos egipcios utilizaban rocas de pórfido de composición y apariencia muy similares, no parecieron advertir el pórfido encontrado por los romanos, que procedía únicamente de una sola cantera que denominaron Mons Claudianus, posiblemente en honor al emperador Claudio que gobernaba durante los primeros años de la explotación romana de esta cantera situada al este del desierto Arábigo cerca de Jebel Dokhan.
A un tipo especial de pórfido se le llamó 'Imperial' ya que las minas, como en otras partes del imperio, eran propiedad del emperador romano. Todo el pórfido rojo procedía de la cantera Yebel Abu Dujan (o Mons Porphyrites) en el desierto Oriental de Egipto, de andesita de 600 millones de años de antigüedad del Escudo arábigo-nubiano. 
Para transportar el pórfido desde las canteras de Mons Claudianus y Mons Porphyrites hacia el oeste, hasta la Maximianópolis romana, los romanos crearon una ruta que fue denominada Via Porphyrites (de porphyrya: púrpura, "La Ruta Púrpura"), descrita por el sabio griego Estrabón en su Geografía y más tarde por Claudio Ptolomeo en Geographia. 

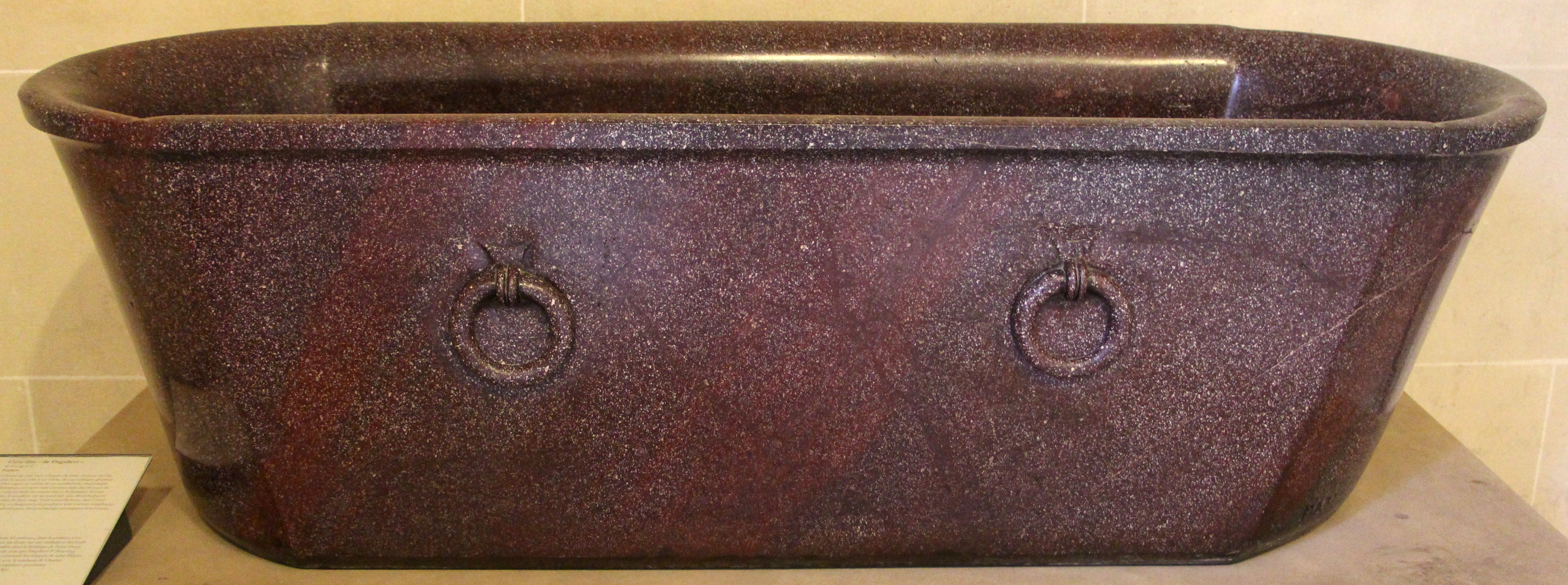
Sarcófago de pórfido atribuido a Dagoberto I (s. VII d. C.)

Tal y como explica el arqueólogo Steven E. Sidebotham de la Universidad de Delaware en su libro Survey of the 'Abu Sha'ar-Nile Road (Estudio sobre la ruta de Abu Sha'ar al Nilo), la ruta que los antiguos denominaron Via Porphyrites unía las preciadas canteras de pórfido de Egipto actualmente llamadas Abu Sha'ar a la localidad romana de la actual Quena, situada a la orilla del río Nilo. Desde la cantera, bueyes de carga recorrían 150 km, atravesando el desierto por la vía Porphyrites, que con su trazado marcado por los hidreumata, o pozos de riego, la hacían viable en este paisaje absolutamente seco. Estaba abastecida con 125 pozos fortificados, cada uno ubicado a un día de marcha de buey del siguiente. Desde Quena se transportaban los bloques de pórfido por el Nilo hasta el mar Mediterráneo y por vía marítima hasta su destino final.

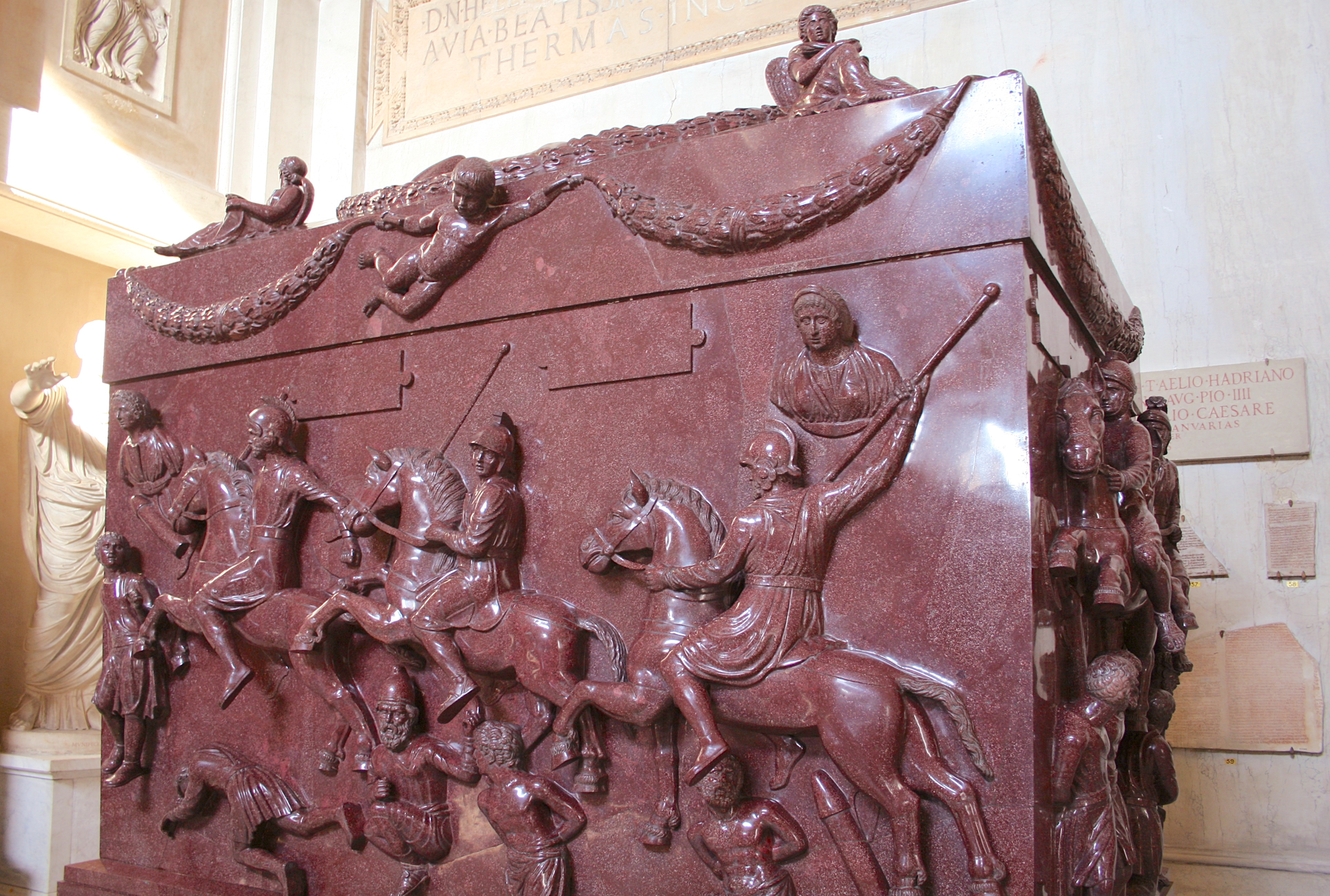
Sarcófago de Elena, madre del emperador Constantino I. Museo Pío Clementino. Vaticano

Durante el imperio romano, se empleó a menudo para la fabricación de columnas en Roma, togas de los bustos de los emperadores, paneles del revestimiento del Panteón o sarcófagos para el emperador y sus parientes. De esta costumbre perviven buenos ejemplos como el sarcófago de Dagoberto I (s. VII d. C.) o el sarcófago de Santa Elena, madre de Constantino I.

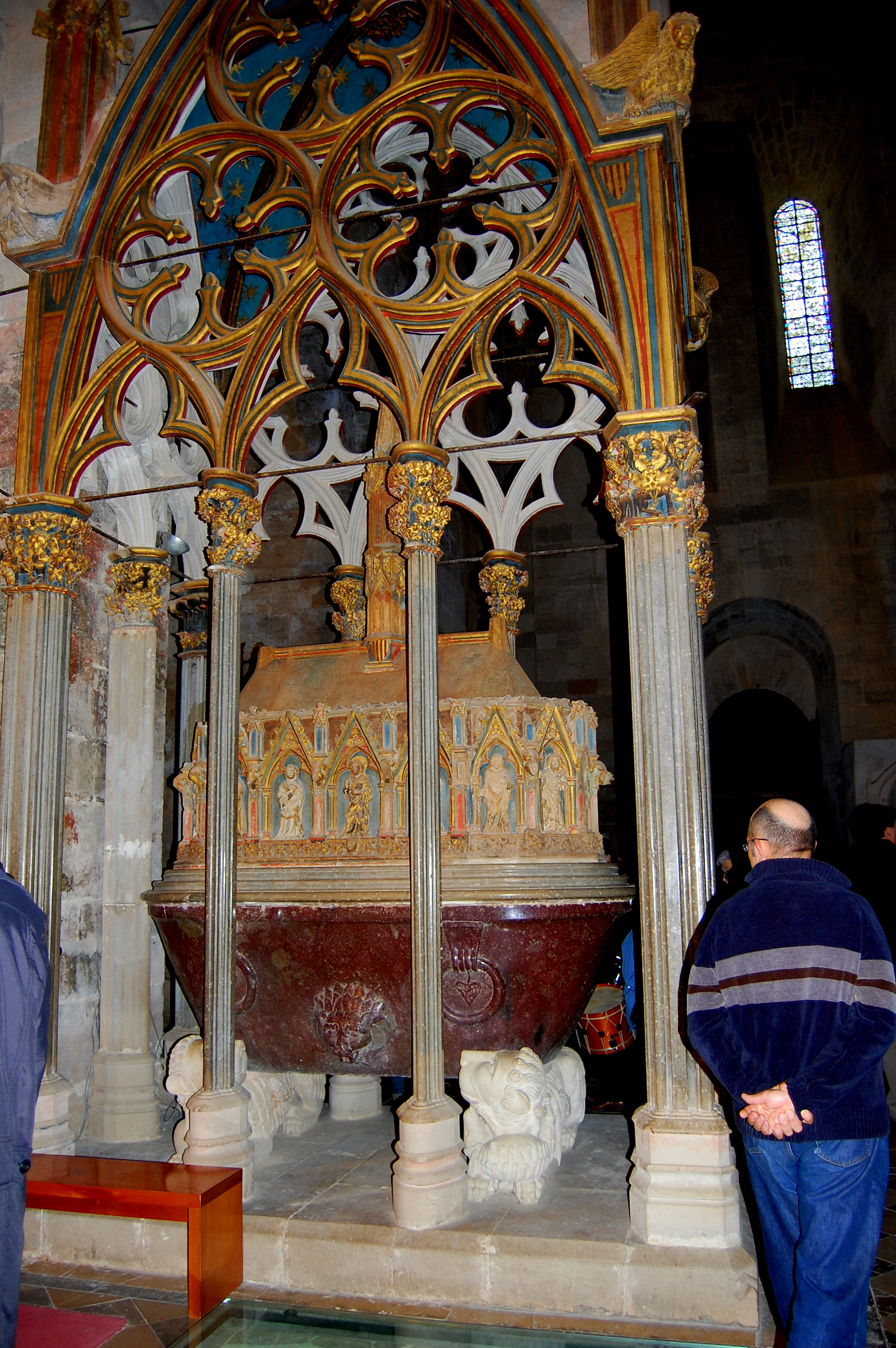
Tumba del rey Pedro III en el monasterio de Santes Creus, en lo que fue la Corona de Aragón.

Este uso perduró bien entrada la Edad Media en la península ibérica; un ejemplo de este uso es la tumba del rey Pedro III el Grande (1276-1285) de la noble Casa de Barcelona, ubicada en el Monasterio de Santes Creus (Cataluña), encargada por su hijo Jaime II, inspirado por el estilo romano de bañera mortuoria en pórfido, rojo púrpura imperial, tras la conquista del Reino de Sicilia por su padre.

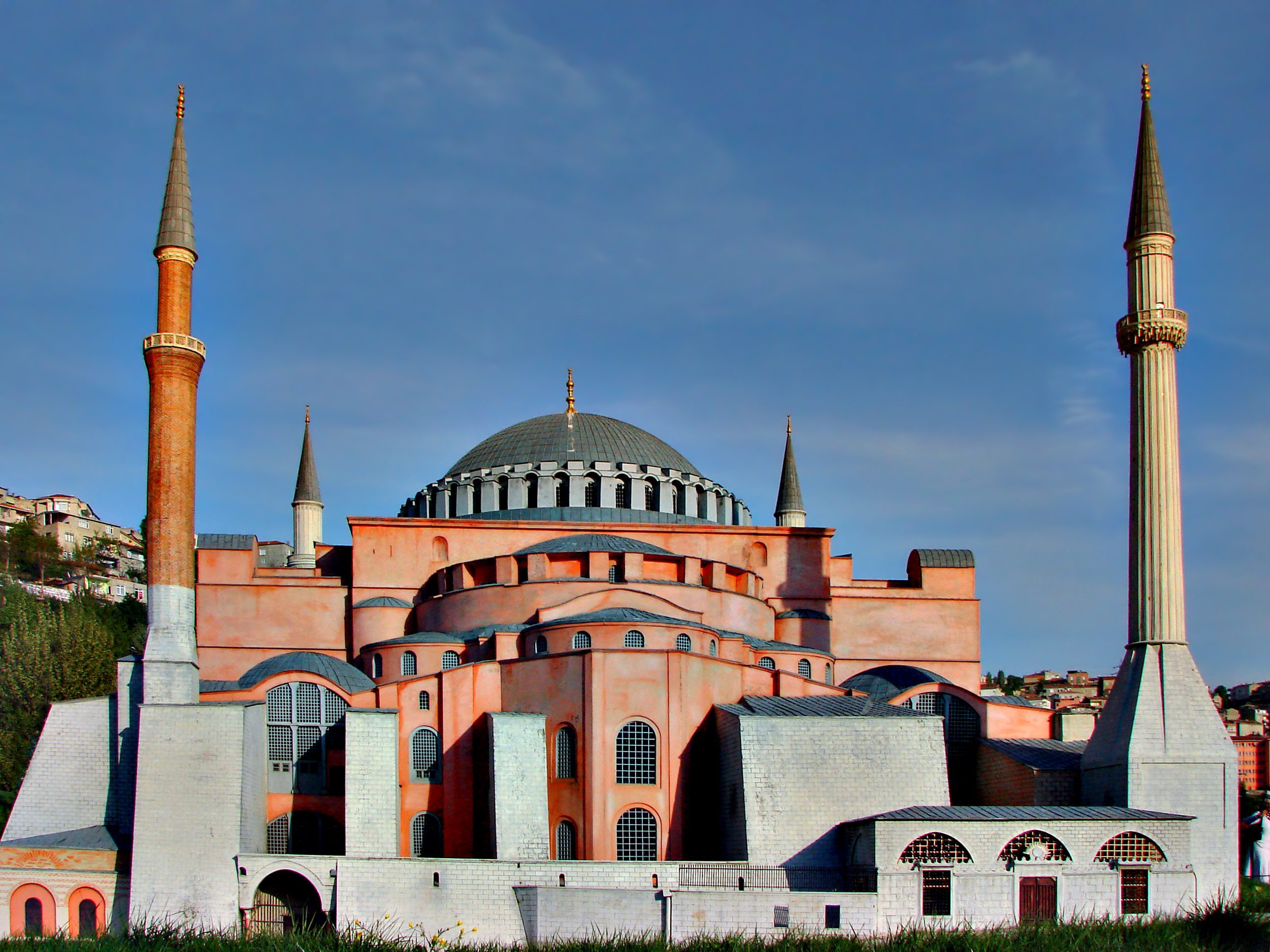
El rojo distintivo del pórfido en el Hagia Sofía (Estambul)

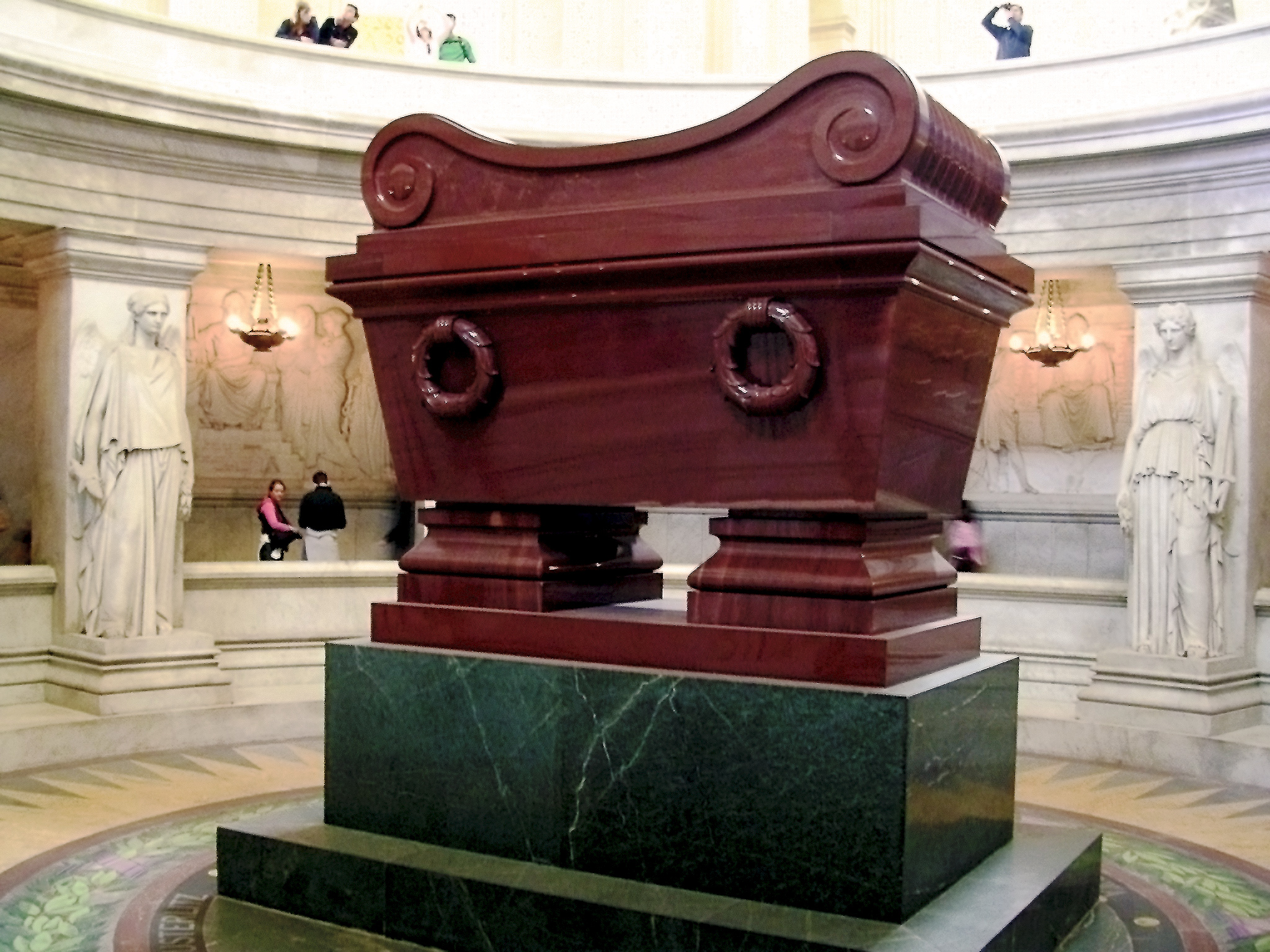
Sarcófago de Napoleón en Les Invalides, París, hecho de cuarcita con un pedestal de pórfido verde.

En el arte bizantino el pórfido también fue de uso exclusivo imperial. El templo Hagia Sofia de Estambul es un claro ejemplo de ello. El historiador bizantino Procopio de Cesarea describió la construcción del templo en su obra "los Edificios":

Se emplearon más de diez mil personas para la construcción, y el emperador hizo traer material procedente de todo el imperio, como las columnas helenísticas del Templo de Artemisa en Éfeso, grandes piedras de las canteras de pórfido de Egipto, mármol verde de Tesalia, piedra negra de la región del Bósforo y piedra amarilla de Siria.

Otro ejemplo en el arte bizantino es la Columna de Constantino en Estambul o la sala pórfida del Gran Palacio de Constantinopla. Fue la sala oficialmente usada para los partos imperiales y estaba revestida de pórfido.
Se utilizó pórfido también en altares, jarrones y fuentes, que fue reutilizado en el Renacimiento y su dispersión llega hasta Kiev. Como ejemplo más contemporáneo, se puede citar el Templo Expiatorio de La Sagrada Familia situado en Barcelona, obra del arquitecto catalán Antoni Gaudí, donde se aprecian cuatro principales columnas internas y el altar hechos de rojo pórfido.

## Explotación
En México, se explota en San Luis de la Paz (estado de Guanajuato) y en el municipio de Tierranueva (estado de San Luis Potosí).
Los países que son mayores productores de pórfido en la actualidad son Irán y Sudán.

## Usos actuales
En la actualidad se emplea para la decoración de columnas, frontones y adoquines y también se usa profusamente en la pavimentación de calles y en áridos para hormigones.
En países en los que muchos automóviles llevan neumáticos de invierno con clavos, como Suecia, Finlandia o Noruega, es habitual que las carreteras se pavimenten con asfalto hecho de árido de pórfido para que la capa de rodadura resista el desgaste extremo de este tipo de neumático.